# Unger (Familienname)
Unger ist ein Familienname, der ursprünglich von Ungar abgeleitet ist, also die Stammesherkunft oder eine nähere Beziehung zum Land Ungarn beschreibt. Darüber hinaus wurden mit dem Namen wohl gelegentlich allgemein fremd wirkende Menschen bezeichnet.

## Namensträger

### A
- Adolf Unger (1904–1942), österreichischer Dichter
- Albert Unger (1914–nach 1983), deutscher Journalist und Vertriebenenfunktionär
- Alena Unger (* 1983), tschechische Handballspielerin
- Alfred Unger (Verleger) (1860–1932), deutscher Herausgeber und Verleger
- Alfred Unger (Unternehmer) (1865–1938), deutscher Gärtnereiunternehmer
- Alfred Unger (Maler) (1896–1980), deutscher Maler und Restaurator
- Alfred H. Unger (1898–1989), deutscher Schriftsteller und Bühnenautor
- Alois Unger (1814–1848), ungarischer Porträt-, Historien- und Genremaler
- Andrea Unger (* 1966), deutsch-italienischer Börsenhändler und vierfacher Trading-Weltmeister
- Anja Unger (* 1972), deutsche Handballspielerin
- Anna Unger (* 1944), deutsche Skilangläuferin
- Annelie Unger (* 1951), deutsche Gewerkschafterin
- Annette Unger (* 1962), deutsche Geigerin, Violinpädagogin und Hochschullehrerin
- Arthur Wilhelm Unger (1870–1945), österreichischer Maler, Radierer und Buchdrucker
- Asta von Unger (* 1970), deutsche Malerin
- August Unger (1869–1945), deutscher Maler und Glasgestalter

### B
- Barbara Unger († 1530), thüringische Märtyrerin der Täuferbewegung
- Barbara Unger (Politikerin) (* 1943), deutsche Politikerin (SPD), Mitglied des Abgeordnetenhauses von Berlin
- Bernhard Unger (* 1999), österreichischer Fußballspieler
- Billy Unger (* 1995), US-amerikanischer Schauspieler
- Bodo Unger (Chemiker) (Julius Bodo Unger; 1819–1885), deutscher Chemiker
- Bodo Unger (Leichtathlet), deutscher Leichtathlet und Leichtathletiktrainer
- Brigitte Unger (* 1955), österreichische Wirtschafts- und Sozialwissenschaftlerin
- Brigitte Unger-Soyka (* 1949), deutsche Pädagogin und Politikerin (SPD), Mitglied im baden-württembergischen Landtag

### C
- Carl Unger (Bildhauer) (1779–1813), deutscher Bildhauer
- Carl Unger (Anthroposoph) (1878–1929), deutscher Anthroposoph
- Carl Unger (Jurist) (1910–1997), deutscher Jurist
- Carl Unger (Maler) (1915–1995), österreichischer Maler
- Carl Max Unger (1837–1886), deutscher Unternehmer
- Carl Richard Unger (1817–1897), norwegischer Philologe
- Caroline Unger (auch Karoline Unger-Sabatier; 1803–1877), österreichische Sängerin
- Charlotte Unger-Hugentobler (1918–2011), Schweizer Architektin
- Christian Unger (Bildhauer) (1746–1827), deutscher Bildhauer
- Christian Unger (Manager) (* 1967), deutscher Medien- und Private-Equity-Manager
- Christian Unger (Politiker) (* 1972), österreichischer Politiker (FPÖ), Landtagsabgeordneter in Wien
- Christoph Unger (* 1958), deutscher Jurist und Verwaltungsbeamter
- Claudia Unger (* 1970), deutsche Kostümbildnerin
- Clemens Unger, deutscher Krebsmediziner
- Corinna R. Unger (* 1978), deutsche Historikerin
- Cornelius Unger († 1761), deutscher Zinngießer
- Craig Unger, US-amerikanischer Journalist
- Curt Unger (1888–1955), deutscher Redakteur, Lokalpolitiker und Heimatforscher aus dem Erzgebirge

### D
- Daniel Unger (* 1978), deutscher Triathlet
- Deborah Kara Unger (* 1966), kanadische Schauspielerin
- Dietmar-Richard Unger (* 1944), deutscher Sänger und Politiker (CDU)
- Donald Unger (1894–1943), Schweizer Eishockeyspieler

### E
- Eckhard Unger (1884–1966), deutscher Archäologe
- Edmund de Unger (1918–2011), ungarischer Kunstsammler
- Eduard Unger (Maler, 1839) (1839–nach 1900), deutscher Landschaftsmaler
- Eduard Unger (Maler, 1853) (1853–1894), deutscher Genremaler und Karikaturist
- Else Unger (1873–1936), österreichische Kunsthandwerkerin
- Emil Unger (Architekt) (1839–1873), ungarischer Architekt
- Emil Unger (Zoologe) (1883–1945), ungarischer Zoologe
- Emil Unger-Winkelried (1879–nach 1943), deutscher Journalist, Archivar und NSDAP-Publizist
- Ephraim Salomon Unger (1789–1870), deutscher Mathematiker
- Erich Unger (Philosoph) (1887–1950), deutschstämmiger jüdischer Philosoph
- Erich Unger (Maler) (1893–1987), deutscher Maler und Grafiker
- Erich Unger (Fußballspieler) (* 1951), deutscher Fußballspieler
- Ernst von Unger (1831–1921), deutscher General der Kavallerie
- Ernst Unger (Mediziner, 1875) (1875–1938), deutscher Chirurg
- Ernst Unger (Lebensmittelchemiker) (1877–nach 1933), deutscher Lebensmittelchemiker und Senator in Danzig
- Ernst Unger (Bildhauer) (1889–1954), deutscher Bildhauer
- Ernst Unger (Ingenieur) (1907–1996), deutscher Ingenieur und Hochschullehrer für Papiertechnik
- Ernst Unger (Mediziner, 1915) (1915–2011), deutscher Mediziner
- Eva Unger, Geburtsname von Eva Figes (1932–2012), britische Autorin
- Eva Unger-Warburg, Ehename von Eva Warburg (1912–2016), deutsche Kindergärtnerin und Judenretterin

### F
- Fabian Unger (* 1992), österreichischer Schauspieler
- Felix Unger (* 1946), österreichischer Chirurg
- Ferdinand T. Unger (1914–1999), US-amerikanischer Generalleutnant
- Franz Unger (1800–1870), österreichischer Botaniker und Paläontologe
- Fred Unger (1917–2000), Schweizer Architekt
- Frieda Unger (1888–1975), deutsche Politikerin
- Friederike Helene Unger (1751–1813), deutsche Schriftstellerin
- Friedrich von Unger (Förster) (1797–1869), deutscher Förster
- Friedrich Unger (Maler) (1811–1858), deutscher Maler und Zeichner
- Friedrich Unger (Politiker) (1881–1947), deutscher Landrat
- Friedrich von Unger (Generalmajor) (1885–1972), deutscher Generalmajor
- Friedrich August Unger (Geistlicher) (1758–1846), deutscher Geistlicher
- Friedrich August Unger (Mediziner) (1833–1893), deutscher Mediziner
- Friedrich Wilhelm von Unger (1792–1867), deutscher Militär
- Friedrich Wilhelm Unger (1810–1876), deutscher Kunsthistoriker
- Fritz von Unger (1862–1945), deutscher Generalleutnant
- Fritz Unger (Ökonom) (* 1950), deutscher Betriebswirt und Hochschullehrer

### G
- Garry Unger (* 1947), kanadischer Eishockeyspieler
- Georg Unger (Sänger) (1837–1887), deutscher Opernsänger (Tenor)
- Georg Christian Unger (1743–1799), deutscher Architekt und Baumeister
- Georg Friedrich Unger (1826–1906), deutscher Althistoriker
- Gerard Unger (1942–2018), niederländischer Grafikdesigner, Typograf, Autor und Hochschullehrer
- Gerhard Unger (1916–2011), deutscher Sänger (Tenor)
- Gert Fritz Unger (G. F. Unger; 1921–2005), deutscher Schriftsteller
- Goffredo Unger (Freddy Unger; 1933–2009), italienischer Stuntman und Schauspieler
- Göran Unger (1899–1982), schwedischer Zehnkämpfer
- Gottlieb Unger (1899–1949), österreichischer Politiker (SPÖ)
- Guido Unger (* 1967), deutscher Karateka
- Günter Unger (* 1941), österreichischer Autor, Publizist und Regisseur
- Günter Unger (Musikmanager) (* 1958), österreichischer Musikmanager
- Gustav Unger (Fotograf) († nach 1907), deutscher Fotograf
- Gustav Unger (Ingenieur) (1863–1943), deutscher Ingenieur und Luftschiffbauer

### H
- Hanns-Hellmuth Unger (1919–2008), deutscher Augenarzt und Hochschullehrer in Freiburg
- Hanns-Joachim Unger (1898–1979), deutscher Vereinsfunktionär
- Hans Unger (Künstler) (1872–1936), deutscher Maler und Grafiker
- Hans Unger (Politiker, 1897) (1897–1981), österreichischer Politiker (SPÖ)
- Hans Unger (Eishockeyfunktionär), deutscher Eishockeyspieler und -funktionär
- Hans Unger (Grafiker) (1915–1975), deutscher Grafikdesigner, Plakat- und Mosaikkünstler
- Hans Unger (Zoologe), deutscher Zoologe
- Hans Unger (Politiker, 1979) (* 1979), österreichischer Politiker (ÖVP)
- Hans-Georg Unger (1926–2022), deutscher Ingenieur und Hochschullehrer
- Hans-Gunnar Unger (1939–1998), deutscher Mykologe und Sänger
- Hanskarl von Unger (1930–2021), deutscher Politiker (CDU)
- Heinrich Unger (1868–1939), deutscher Politiker (NSDAP)
- Heinrich Weber-Unger (1920–2009), deutsch-österreichischer Unternehmer
- Heinz Unger (Dirigent) (1895–1965), deutscher Dirigent
- Heinz Unger (Mathematiker) (1914–2007), deutscher Mathematiker, Ingenieur und Hochschullehrer
- Heinz Unger (Kameramann), deutscher Kameramann
- Heinz Rudolf Unger (1938–2018), österreichischer Schriftsteller
- Helga Unger (Literaturwissenschaftlerin) (* 1939), deutsche Bibliotheksdirektorin, Literaturwissenschaftlerin und Schriftstellerin
- Helga Unger (Psychologin) (* 1958), deutsche Psychologin
- Hella Unger (Bildhauerin) (1875–1934), österreichische Bildhauerin
- Hella von Unger (* 1971), deutsche Sozialwissenschaftlerin
- Hellmuth Unger (1891–1953), deutscher Mediziner, Augenarzt und Schriftsteller
- Helmut Unger (Politiker), deutscher Gewerkschafter und Politiker, MdV
- Helmut Unger (Heimatforscher) (1923–2016), deutscher Heimatforscher
- Helmut Unger (Skilangläufer) (* 1943), deutscher Skilangläufer
- Helmuth Unger (1906–1933), deutscher SA-Führer
- Hermann Unger (Komponist) (1886–1958), deutscher Komponist
- Hermann Unger (Landrat) (1905–1980), preußischer Landrat im Kreis Zell
- Hermann Unger (General) (1920–1982), deutscher Brigadegeneral der Bundeswehr

### I
- Irmgard Unger-Brückner (1886–1978), deutsche Theaterintendantin
- Irwin Unger (1927–2021), US-amerikanischer Historiker

### J
- James Frederick Unger (* 1937), kanadischer Cartoonist
- Jenny Unger (* 1983), deutsche Basketballspielerin
- Jim Unger (1937–2012), britisch-kanadischer Comiczeichner
- Joachim Jacob Unger (1826–1912), österreichischer Rabbiner
- Jochem Unger (1944–2023), deutscher Maschinenbauingenieur und Hochschullehrer
- Joe Unger (* 1949), US-amerikanischer Schauspieler
- Johann Unger (Fußballspieler) (* 1958), österreichischer Fußballspieler
- Johann Carl Unger (1771–um 1836), österreichischer Dichter
- Johann Friedrich Unger (Arithmetiker) (1714–1781), deutscher Politiker, Arithmetiker und Marktforscher
- Johann Friedrich Unger (Verleger) (Johann Friedrich Gottlieb Unger; 1753–1804), deutscher Verleger und Schriftschneider
- Johann Georg Unger (1715–1788), deutscher Holzschneider und Drucker
- Johanna Unger (1837–1871), deutsche Historienmalerin, Leiterin einer Malschule für Damen
- Johannes Unger (Politiker), deutscher Gewerkschafter und Politiker, MdV
- Johannes Unger (Fernsehjournalist) (* 1964), deutscher Fernsehjournalist
- Johannes Unger (Organist) (* 1976), deutscher Organist
- Josef Unger (1846–1922), österreichischer Architekt
- Joseph Unger (1828–1913), österreichischer Jurist und Politiker
- Julius von Unger (1819–1906), deutscher Kriegsrat und Schriftsteller
- Julius Bodo Unger (1819–1885), deutscher Chemiker, siehe Bodo Unger (Chemiker)
- Jürgen Unger (1964–2017), deutscher Basketballschiedsrichter

### K
- Karl Unger (1782–1835), deutscher Chirurg und Ophthalmologe
- Karl Unger (Erfinder) (1874–1928), österreichischer Theologe und Elektrotechniker (Telegraphie)
- Karl Unger (Musiker) (1920–2019), deutscher Violinist und Hochschullehrer
- Kaspar Unger, deutscher Tischler und Kunsthandwerker
- Katherina Unger (* 1997), deutsche Schauspielerin
- Klaus Unger (1936–2020), deutscher Chemiker
- Klemens Unger (* 1954), deutscher Kulturpolitiker
- Konrad Unger (SS-Mitglied) (1899–nach 1945), deutscher SS-Oberführer
- Konrad Unger (Physiker) (1934–2014), deutscher Physiker
- Kurt von Unger (1859–1931), preußischer General der Kavallerie
- Kurt Unger (Politiker) (1901–1972), deutscher Politiker (NSDAP), MdL Schaumburg-Lippe
- Kurt Unger (Musiker) (1914–nach 1970), deutscher Bratschist
- Kurt Unger (Biophysiker) (1919–2021), deutscher Biophysiker

### L
- Lars Unger (* 1972), deutscher Fußballspieler
- Leopold Unger (1922–2011), polnischer Journalist
- Ludwig Unger (1844/1848–1923/1924), österreichischer Kinderarzt
- Luise Unger, deutsche Mathematikerin
- Lutz Unger (* 1951), deutscher Schwimmer

### M
- Manasse Unger (1802–1868), deutscher Maler
- Manfred Unger (Archivar) (1930–2016), deutscher Archivar und Historiker
- Manfred Unger (Fußballspieler, 1969) (* 1969), österreichischer Fußballspieler und -trainer
- Manfred Unger (Fußballspieler, 1973) (* 1973), österreichischer Fußballspieler
- Marcel Unger (* 1985), deutscher Fußballschiedsrichter
- Marcus Unger (* 1977), deutscher Neurologe
- Maria Unger (* 1952), deutsche Politikerin (SPD), Bürgermeisterin von Gütersloh
- Marian Unger (* 1983), deutscher Fußballtorhüter
- Markus Unger (* 1981), deutscher Fußballspieler
- Marta Unger (1903–1979), deutsche Juristin und nationalsozialistische Funktionärin
- Mathias Unger der Ältere (1789–1862), ungarischer Spielkartenmaler
- Mathias Unger der Jüngere (1824–1878), ungarischer Spielkartenmaler
- Maya Unger (* 1995), österreichische Schauspielerin
- Max Unger (1837–1886), deutscher Unternehmer, siehe Carl Max Unger
- Max Unger (Bildhauer) (1854–1918), deutscher Bildhauer
- Max Unger (Footballspieler) (* 1986), US-amerikanischer American-Football-Spieler
- Max Ernst Unger (1883–1959), deutscher Musiker und Musikwissenschaftler
- Mirijam Unger (* 1988), deutsche Basketballspielerin
- Mirjam Unger (* 1970), österreichische Moderatorin und Regisseurin

### N
- Nicole Unger (* 1972), deutsche Schauspielerin

### O
- Oscar Unger (1937/1938–2013), indischer Choreograf
- Otto von Unger (1862–1915), deutscher Generalmajor
- Otto Unger (Übersetzer) (1890–1984), deutscher Lehrer und Übersetzer
- Otto Unger (Politiker) (1893–1938), deutscher Parteifunktionär, Politiker (SPD, USPD, KPD) und Autor

### P
- Patrick Unger (Rennfahrer) (* 1982), deutscher Motorradrennfahrer
- Patrick Unger (Basketballtrainer) (* 1983), deutscher Basketballspieler und -trainer
- Patrizia Unger (* 1994), deutsche Musicaldarstellerin
- Paul Unger (Fotograf) (1866–nach 1930), deutscher Fotograf
- Paul Unger (Maler) (1905–1990), russisch-deutscher Maler

- Peter Unger (Unternehmer) (* 1944), deutscher Unternehmer (Auto-Teile-Unger)
- Peter K. Unger (* 1942), US-amerikanischer Philosoph und Hochschullehrer
- Petra Unger (* 1944), deutsche Amts- und Verfassungsrichterin
- Pierre-François Unger (* 1951), Schweizer Politiker
- Pirmin Unger (* 1987), deutscher Basketballspieler

### R
- Raymond Unger (* 1963), deutscher Maler
- Reinhart Unger (* 1953), deutscher Heimatforscher
- Reinhold Unger (1880–1974), deutscher Bildhauer und Porzellanmodelleur
- Riccard Unger (1817–1897), norwegischer Philologe und Herausgeber, siehe Carl Richard Unger
- Rika Unger (1917–2002), deutsche Bildhauerin
- Robert von Unger (1828–1887), deutscher Generalmajor
- Robert Unger (Jurist) (* 1961), deutscher Rechtsanwalt und Strafverteidiger
- Robert Unger (Leichtathlet) (* 1983), deutscher Langstreckenläufer
- Roberto Mangabeira Unger (* 1947), brasilianischer Philosoph, Politologe, Sozialtheoretiker und Minister
- Roger H. Unger (1924–2020), US-amerikanischer Endokrinologe
- Roland Unger (Komponist) (1911–nach 1954), deutscher Komponist und Musikpädagoge
- Roland Unger (1941–2022), Maler und Kunstpädagoge
- Rolf Unger (1919–nach 1984), deutscher Politiker (LDPD)
- Rudolf Unger (1876–1942), deutscher Literaturwissenschaftler

### S
- Sabine Unger (* 1960), deutsche Schauspielerin
- Sebastian Unger (Jurist) (* 1975), deutscher Jurist
- Sebastian Unger (Meeresbiologe) (* 1976), deutscher Meeresbiologe
- Sebastian Unger (Schriftsteller) (* 1978), deutscher Schriftsteller
- Sigrun Unger, ehemalige Handballspielerin und Handballtrainerin
- Steffen Unger (* 1969), deutscher Politiker, Bürgermeister von Alzey-Land
- Steffi Weber-Unger-Rotino (* 1952), deutsche Erziehungs-/Sozialwissenschaftlerin und Psychologin
- Susanne Unger, österreichische Handballspielerin
- Sylvia Unger verheiratet Ury (* 1927), deutsche Schriftstellerin, Übersetzerin und Rundfunk-Kommentatorin, Tochter von Alfred H. Unger

### T
- Theo Surányi-Unger (1898–1973), ungarischer Wirtschaftswissenschaftler
- Theodor Unger (General) (1836–1896), preußischer Generalleutnant
- Theodor Unger (Numismatiker) (1840–1896), österreichischer Archivar und Numismatiker
- Theodor Unger (Architekt) (1846–1912), deutscher Architekt
- Thomas Unger (Mediziner) (* 1950), deutscher Pharmakologe
- Thomas Unger (Basketballspieler) (* 1960), deutscher Basketballspieler
- Thomas Unger (Musiker) (* 1968), deutscher Musiker, ehemaliges Mitglied der Gruppe De Randfichten
- Thomas Unger (Schauspieler) (* 1970), deutscher Schauspieler
- Thorsten Unger (* 1962), deutscher Literaturwissenschaftler
- Tilmann Unger (* 1968), deutscher Sänger (Heldentenor)
- Tim Unger (* 1994), deutscher American-Football-Spieler
- Tobias Unger (* 1979), deutscher Leichtathlet
- Tom Unger (* 1985), deutscher Politiker (CDU)
- Torsten Unger (* 1956), deutscher Germanist, Journalist, Moderator und Autor

### U
- Ulrich Unger (1930–2006), deutscher Sinologe und Hochschullehrer
- Urban von Unger (1786–1858), deutscher Geologe und Bergrat

### W
- Waldemar Unger (1881–1961), österreichischer Politiker
- Walter Unger (Politiker, 1909) (1909–1999), deutscher Politiker (NSDAP), MdR
- Walter Unger (Politiker, 1943) (* 1943), deutscher Politiker (SPD) und Rechtsanwalt
- Walther U. Unger (1876–1929), deutscher Dirigent und Organist
- Werner Unger (Heimatforscher) (1922–2014), deutscher Heimatforscher
- Werner Unger (Fußballspieler) (1931–2002), deutscher Fußballspieler
- Werner Unger (Jurist) (* 1941), deutscher Jurist
- Wilhelm Unger (Künstler) (1775–1855), deutscher Maler, Kupferstecher und Lithograf
- Wilhelm Unger (Richter) (1849–1910), deutscher Richter
- Wilhelm Unger (Autor) (1904–1985), deutscher Autor und Theaterkritiker
- William Unger (1837–1932), deutscher Kupferstecher und Radierer
- Willy Unger (Numismatiker) (1914–2002), deutscher Bibliothekar und Numismatiker
- Willy Unger (Pilot) (1920–2005), deutscher Jagdpilot
- Wolfgang von Unger (1855–1927), deutscher General der Kavallerie
- Wolfgang Unger (Kapellmeister) (1948–2004), deutscher Kapellmeister

### Sonstige
- Unger von Posen († 1012), Bischof in Posen